# Andrius Stelmokas
Andrius Stelmokas (* 3. März 1974 in Vilnius, Sowjetunion) ist ein litauischer Handballtrainer und ehemaliger Handballspieler.
Stelmokas, der für den deutschen Viertligisten TSV Hannover-Burgdorf 3 betreut und früher für die litauische Nationalmannschaft auflief, wurde meist als Kreisläufer eingesetzt.

## Karriere
Andrius Stelmokas debütierte für Granitas Kaunas in der ersten litauischen Liga. Sein Team gewann seit dem Bestehen einer eigenständigen litauischen Liga jedes Jahr die Meisterschaft. Im Jahr 1999 wechselte er zum KA Akureyri nach Island. Dort blieb er sieben Jahre. 2004 wurde er vom deutschen Erstligisten Frisch Auf Göppingen unter Vertrag genommen. Mit den Schwaben zog er 2006 ins Finale des EHF-Pokals ein, unterlag dort jedoch dem TBV Lemgo. Daraufhin ging Stelmokas zum ambitionierten Zweitligisten Füchse Berlin, mit dem er 2007 souverän in die erste 1. Handball-Bundesliga aufstieg. 2008 wechselte Stelmokas zum Zweitligisten TSV Hannover-Burgdorf, mit dem er 2009 ebenfalls in die Bundesliga aufstieg. Mit Beginn der Saison 2010/11 wechselte er zum spanischen Verein Lábaro Toledo. Im Februar 2011 kehrte er nach Deutschland zurück und spielte beim Drittligisten TG Münden. Ab der Saison 2011/12 spielte er beim Drittligisten TS Großburgwedel; nach vier Jahren in Großburgwedel, in denen er in 116 Pflichtspielen 438 Tore warf, beendete er seine Karriere als Spieler und ist seitdem als Handballtrainer aktiv. Seit der Saison 2020/21 betreut er die dritte Mannschaft der TSV Hannover-Burgdorf.
Andrius Stelmokas hat 124 Länderspiele für die litauische Nationalmannschaft bestritten. Für sein Land nahm er an der Handball-Weltmeisterschaft der Herren 1997 und der Handball-Europameisterschaft 1998 teil. Mit 406 Toren war er bis zum 29. April 2021 litauischer Rekordtorschütze.